# Robert Pölzer
Robert Pölzer (* 1. Juli 1961 in Augsburg) ist ein deutscher Journalist. 

## Leben
Pölzer studierte Zeitungswissenschaften und absolvierte von 1983 bis 1985 ein Volontariat beim Münchner Mediendienst teleschau. Anschließend arbeitete er bis 1987 als Bild-Reporter in München.
1988 wurde er zum stellvertretenden Chefredakteur der Frauenzeitschrift Echo der Frau berufen. Von 1991 bis 1993 war er Textchef der Superillu. Als stellvertretender Chefredakteur war er 1993 bei der Frauenzeitschrift das neue tätig. 1994 wurde er Chefredakteur der Neuen Revue, deren Redaktion er bis 1999 leitete. Danach übergab er das Blatt mit einer IVW-geprüften Auflage von 378.000 Exemplaren an Peter Bartels.
1999 kehrte Pölzer zur Axel Springer AG  zurück und wurde zunächst Fotochef  der Bild am Sonntag. 2001 wurde er in Personalunion stellvertretender Chefredakteur der Bild-Zeitung sowie der Bild am Sonntag. Bei der Hubert Burda Media war er von 2003 bis Juli 2007 Chefredakteur der Neuen Woche. Von August 2007 bis Juni 2016 war er Chefredakteur der Freizeit Revue und der Zeitschrift Freizeit Spass, außerdem Redaktionsdirektor. Seit 2015 verantwortete er auch die monatlich erscheinende Zeitschrift „Freizeit exklusiv“.
Am 1. Juli 2016 wurde Pölzer – als Nachfolger von Patricia Riekel – Chefredakteur der Bunten. 2025 wurde ihm der Bayerische Verdienstorden verliehen, was auf Kritik von Übermedien stieß.